# Freestyle ai XXIII Giochi olimpici invernali - Slopestyle maschile
La gara di slopestyle maschile di freestyle dei XXIII Giochi olimpici invernali di Pyeongchang si è svolta il 18 febbraio 2018 al Bokwang Phoenix Park di Bongpyeong. In mattinata, alle ore 10:00, ha avuto inizio il turno di qualificazione e a partire dalle ore 13:15 si è disputata la fase finale.

## Risultati

### Qualificazione
| Pos. | Atleta                   | Nazione       | Run 1 | Run 2 | Note |
| ---- | ------------------------ | ------------- | ----- | ----- | ---- |
| 1    | Oscar Wester             | Svezia        | 40.60 | 95.40 | Q    |
| 2    | Andri Ragettli           | Svizzera      | 95.00 | 27.40 | Q    |
| 3    | Alex Beaulieu-Marchand   | Canada        | 48.20 | 94.20 | Q    |
| 4    | Øystein Bråten           | Norvegia      | 83.20 | 93.80 | Q    |
| 5    | Nick Goepper             | Stati Uniti   | 92.80 | 85.00 | Q    |
| 6    | Teal Harle               | Canada        | 88.00 | 91.20 | Q    |
| 7    | Gus Kenworthy            | Stati Uniti   | 88.60 | 90.80 | Q    |
| 8    | James Woods              | Gran Bretagna | 90.20 | 19.60 | Q    |
| 9    | Elias Ambühl             | Svizzera      | 89.60 | 67.40 | Q    |
| 10   | Ferdinand Dahl           | Norvegia      | 46.60 | 89.00 | Q    |
| 11   | Evan McEachran           | Canada        | 74.80 | 87.80 | Q    |
| 12   | Jonas Hunziker           | Svizzera      | 85.80 | 64.80 | Q    |
| 13   | Finn Bilous              | Nuova Zelanda | 24.80 | 85.00 |      |
| 14   | Felix Stridsberg-Usterud | Norvegia      | 14.60 | 84.20 |      |
| 15   | McRae Williams           | Stati Uniti   | 81.60 | 26.40 |      |
| 16   | Alexander Hall           | Stati Uniti   | 69.80 | 77.80 |      |
| 17   | Henrik Harlaut           | Svezia        | 18.00 | 75.80 |      |
| 18   | Oliwer Magnusson         | Svezia        | 73.20 | 69.20 |      |
| 19   | Russ Henshaw             | Australia     | 72.60 | 64.00 |      |
| 20   | Taisei Yamamoto          | Giappone      | 56.00 | 70.40 |      |
| 21   | Benoit Buratti           | Francia       | 67.00 | 62.00 |      |
| 22   | Alex Bellemare           | Canada        | 64.20 | 26.20 |      |
| 23   | Jesper Tjäder            | Svezia        | 60.60 | 56.00 |      |
| 24   | Fabian Bösch             | Svizzera      | 8.20  | 55.00 |      |
| 25   | Jackson Wells            | Nuova Zelanda | 52.80 | 42.00 |      |
| 26   | Joona Kangas             | Finlandia     | 47.80 | 48.80 |      |
| 27   | Robert Franco            | Messico       | 21.60 | 36.00 |      |
| 28   | Christian Nummedal       | Norvegia      | 27.00 | 29.20 |      |
| 29   | Tyler Harding            | Gran Bretagna | 20.00 | 21.00 |      |
| 30   | Antoine Adelisse         | Francia       | 10.00 | 17.60 |      |

### Finale
| Pos.    | Atleta                 | Nazione       | Run 1 | Run 2 | Run 3 | Punti |
| ------- | ---------------------- | ------------- | ----- | ----- | ----- | ----- |
| Oro     | Øystein Bråten         | Norvegia      | 95.00 | 46.40 | 24.00 | 95.00 |
| Argento | Nick Goepper           | Stati Uniti   | 59.00 | 69.00 | 93.60 | 93.60 |
| Bronzo  | Alex Beaulieu-Marchand | Canada        | 81.60 | 92.40 | 82.40 | 92.40 |
| 4       | James Woods            | Gran Bretagna | 29.20 | 91.00 | 90.00 | 91.00 |
| 5       | Teal Harle             | Canada        | 22.80 | 25.60 | 90.00 | 90.00 |
| 6       | Evan McEachran         | Canada        | 89.40 | 4.40  | 32.60 | 89.40 |
| 7       | Andri Ragettli         | Svizzera      | 85.80 | 73.20 | 65.40 | 85.80 |
| 8       | Ferdinand Dahl         | Norvegia      | 42.20 | 76.40 | 41.80 | 76.40 |
| 9       | Elias Ambühl           | Svizzera      | 18.80 | 71.60 | 73.20 | 73.20 |
| 10      | Jonas Hunziker         | Svizzera      | 5.20  | 66.20 | 46.40 | 66.20 |
| 11      | Oscar Wester           | Svezia        | 7.60  | 62.00 | 12.60 | 62.00 |
| 12      | Gus Kenworthy          | Stati Uniti   | 35.00 | 20.00 | 32.00 | 35.00 |